# Nörd-Bodtjärnen
Nörd-Bodtjärnen är en sjö i Örnsköldsviks kommun i Ångermanland och ingår i Moälvens huvudavrinningsområde. Sjön har en area på 0,0666 kvadratkilometer och ligger 172,2 meter över havet. Sjön avvattnas av vattendraget Sågbäcken.

## Delavrinningsområde
Nörd-Bodtjärnen ingår i det delavrinningsområde (704063-162578) som SMHI kallar för Mynnar i Moälven. Medelhöjden är 155 meter över havet och ytan är 11,53 kvadratkilometer. Det finns inga avrinningsområden uppströms utan avrinningsområdet är högsta punkten. Sågbäcken som avvattnar avrinningsområdet har biflödesordning 2, vilket innebär att vattnet flödar genom totalt 2 vattendrag innan det når havet efter 38 kilometer. Avrinningsområdet består mestadels av skog (81 procent). Avrinningsområdet har 0,12 kvadratkilometer vattenytor vilket ger det en sjöprocent på 1 procent. Bebyggelsen i området täcker en yta av 0,08 kvadratkilometer eller 1 procent av avrinningsområdet.